# AIDA Cruises
A AIDA Cruises é uma empresa alemã  de transporte marítimo sediada em Rostock, Mecklemburgo-Pomerânia Ocidental. Foi fundada em 1952 e hoje é uma subsidiária da Carnival, sendo direcionada principalmente para o mercado alemão de cruzeiros.

## História
A companhia foi fundada na Alemanha Oriental em 1952 originalmente com o nome de Deutsche Seereederei, entrando na indústria de cruzeiros em 1960. A empresa foi privatizada depois da Reunificação da Alemanha na década de 1990 e assumiu o nome de DSR. Esta dividiu suas operações de carga e comercial em 1998, com uma nova empresa chamada Arkona Touristik assumindo o negócio de cruzeiros. Outra nova companhia com o nome de AIDA Cruises foi então criada logo no ano seguinte.
A P&O Cruises comprou 51% da AIDA em 2000, com a Arkona Touristik mantendo os 49% restantes. A P&O no ano seguinte adquiriu os outros 49& e tornou-se sua empresa-mãe, com a AIDA tornando-se subsidiária total da P&O Princess Cruises. Esta se fundiu com a Carnival Cruise Line em 2003 a fim de formar a Carnival Corporation & plc, com a AIDA sendo colocada pouco depois da fusão sob o controle executivo da Costa Crociere, responsável pelas marcas europeias da Carnival.